# Raffaele Bendandi
Raffaele Bendandi (Faenza, 17 ottobre 1893 – Faenza, 3 novembre 1979) elaborò una sua personale teoria, priva di qualsiasi riscontro oggettivo, sulla natura dei terremoti e sulle loro presunte cause.
Formatosi da autodidatta, Bendandi non ha mai pubblicato un'esposizione scientifica verificabile della sua teoria. I suoi studi e le sue asserite previsioni sono ritenuti dalla comunità scientifica come privi di fondamento teorico e di qualsiasi validità empirica.

## La vita

Raffaele Bendandi nel suo studio con un modello di telescopio

Nacque a Faenza, nel quartiere tradizionalmente denominato Filanda Vecchia, da un'umile famiglia che non poté permettergli di proseguire gli studi superiori. Dopo le scuole elementari, quindi, seguì un corso di specializzazione in disegno tecnico e fece l'apprendista presso un orologiaio. All'età di dieci anni era già appassionato di astronomia e geofisica, tanto da costruirsi da sé un telescopio e diversi sismografi.
In seguito al terremoto di Messina del 28 dicembre 1908 (7,2 gradi della scala Richter), si appassionò, a livello amatoriale, allo studio dei terremoti e, grazie a un lavoro non troppo faticoso d'intagliatore del legno, riuscì a dedicarvi parte del suo tempo. Durante la Grande Guerra servì come meccanico in una squadriglia aerea. Bendandi fu quindi un autodidatta: nel 1920 entrò a far parte della Società Sismologica Italiana e negli anni successivi formulò una propria teoria personale, detta "sismogenica".
Bendandi trasse ispirazione per la sua teoria dalle passeggiate fatte lungo la battigia, mentre era di guardia durante il servizio militare: nel 1917 ritenne che la crosta terrestre, così come le maree, fosse soggetta agli effetti di attrazione gravitazionale della Luna. Il suo metodo per la previsione dei terremoti (privo di riscontri oggettivi e pertanto mai riconosciuto dalla comunità scientifica, anche perché non riuscì mai a fornirne un'esposizione formale) è basato sull'ipotesi che la Luna, gli altri pianeti del sistema solare, e lo stesso Sole, siano la causa dei movimenti della crosta terrestre; crosta che, secondo la sua teoria, si deformerebbe e pulserebbe con tempi e ritmi dipendenti dalla posizione dei corpi celesti all'interno del sistema solare. Nei suoi studi, Bendandi utilizzò anche una profonda grotta nella vallata del Rio Senio dell'Appennino tosco-romagnolo per cercare di trovare conferme del presunto influsso planetario attraverso un inclinometro. Affermò che una prima previsione era stata da lui formulata per il terremoto della Marsica del 13 gennaio 1915: questa previsione sarebbe stata da lui affidata a un appunto annotato sul proprio taccuino, il 27 ottobre 1914, da lui ritrovato a terremoto già avvenuto.
Il 20 dicembre 1923 deposita presso il notaio Domenico Savini di Faenza una sua previsione: il 2 gennaio 1924 si sarebbe verificato un terremoto nel Mar Egeo; nonostante questa previsione si sia rivelata errata, il Corriere della Sera gli dedicò la prima pagina, chiamandolo Colui che prevede i terremoti. La sua fama crebbe anche a livello internazionale.
Attraverso la sua ipotesi tentò di spiegare la presunta catastrofe che avrebbe provocato la scomparsa del continente di Atlantide, presente in un mito platonico. Riteneva che le forze gravitazionali planetarie, sommandosi, avrebbero provocato uno spostamento del polo geografico, con conseguente spostamento del rigonfiamento equatoriale e allagamento di alcune regioni del globo. Bendandi indicò l'anno 10431 a.C. quale data dell'ipotetico cataclisma. Asserì poi che un secondo cataclisma di minori proporzioni, effetto del concorso delle forze gravitazionali di un numero minore di pianeti, si sarebbe verificato nell'anno 2687 a.C., che lui faceva corrispondere con il diluvio universale. Stimò che un evento analogo a quello del 10431 a.C. si sarebbe ripetuto nella primavera del 2521 d.C.. Bendandi non corroborò con alcuna prova geologica oggettiva queste sue asserzioni personali.
Nei suoi studi si occupò anche di stelle variabili, del Sole, di studi cosmici e atmosferici e della radioattività atmosferica in relazione a scopi atomici. Oltre all'attività di scultore del legno intraprese quella di costruttore di sismografi: riuscì a vendere alcuni dei suoi modelli anche negli Stati Uniti. Nella sua casa-osservatorio si dotò anche di una biblioteca scientifica.
Durante il periodo fascista, dapprima fu nominato nel 1927 da Mussolini Cavaliere dell'Ordine della Corona d'Italia; successivamente però sarebbe stato diffidato dal pubblicare ulteriori previsioni sui terremoti in Italia, pena l'esilio. In realtà continuò a farlo, ma su giornali americani.
Nel 1928 Bendandi suppose l'esistenza di altri quattro pianeti oltre Nettuno sulla base dei suoi studi dell'attività sismica, ai quali diede i nomi di Rex, Dux, Roma e Italia. Non furono mai fornite prove oggettive della reale esistenza di tali ipotetici pianeti.
Nel 1931 Bendandi affidò alla Pontificia Accademia delle Scienze e all'Accademia dei Nuovi Lincei due plichi che, a suo dire, contenevano l'esposizione del metodo da lui scoperto per interpretare il ciclo undecennale del Sole e per prevedere i terremoti. Nello stesso anno pubblicò un primo libro intitolato Un principio fondamentale dell'Universo, in cui descriveva le sue tesi sulla genesi del ciclo undecennale del nostro astro.
Nel 1959 Bendandi sostenne di aver scoperto un nuovo pianeta all'interno del sistema solare tra Mercurio e il Sole, cui diede il nome della sua città natale, Faenza. Ipotesi simili erano già state formulate nel 1859 dal matematico-astronomo Urbain Le Verrier: all'ipotetico pianeta era stato allora dato il nome di Vulcano. Anche di tale presunto pianeta non esiste prova oggettiva.
Sulla base della sua ipotesi, Bendandi sostenne di aver predetto anche il terremoto del Friuli nel 1976; nell'occasione sostenne di aver cercato di avvisare le autorità competenti, che, a suo dire, non lo avrebbero ascoltato.
Raffaele Bendandi fu trovato morto il 3 novembre 1979 nella sua casa-osservatorio di Faenza.

## Dopo la morte
Solo anni dopo, grazie soprattutto all'associazione "La Bendandiana", di cui è presidente Paola Lagorio, si iniziò a riordinare l'abbondante materiale lasciato da Bendandi. Ricercando tra le sue carte e pubblicazioni, sono state raccolte 103 "previsioni", 61 delle quali riguardanti l'Italia; le ultime pubblicazioni risalgono al 1977.
Nei primi mesi del 2011 si è diffusa sul web la falsa notizia, smentita dalla stessa associazione "La Bendandiana", secondo cui Bendandi avrebbe previsto un rovinoso terremoto per la città di Roma l'11 maggio 2011, evento, peraltro, non verificatosi.
La sua teoria "sismologica", da un punto di vista geologico e geofisico, è priva di qualunque riscontro o fondamento oggettivo, ed è in netta contraddizione con le conoscenze scientifiche acquisite in ambito sismologico.
Un approccio sistematico allo studio della metodologia bendandiana venne applicato nel 2012 da Lagorio e Ballabene per mezzo di un software dedicato.
I principi del suo metodo previsionale sono stati esposti durante l'European Geosciences Union General Assembly 2015 (EGU), a Vienna il 15 aprile 2015.

## Riconoscimenti
- Fu eletto membro della Società Sismologica Italiana[1], dell'Accademia Torricelliana di Scienze e Lettere[1] e della Artis Templum[1]
- Fu nominato da Giovanni Gronchi Cavaliere Ufficiale al Merito della Repubblica Italiana[2]
- Faenza gli ha dedicato una scuola media
- Forlì gli ha intitolato una strada
- Il 28 febbraio 2023 la Casa Museo Raffaele Bendandi è entrata nel novero delle «Case e studi delle persone illustri dell'Emilia-Romagna»[17].